# Stichopodidae
Famille
Les Stichopodidae sont une famille de concombres de mer de l'ordre des Synallactida.

## Description et caractéristiques
Ce sont des holothuries massives, de section souvent angulaire. La face orale (le « trivium ») est plane, et couverte de nombreux podia alignés en trois rangées plus ou moins distinctes. Le tégument est épais, et souvent couvert de papilles et autres tuberculosités. La vingtaine de courts tentacules buccaux, bien protégés par un épais repli cutané, sont de type pelté, servant à ramasser le sédiment pour l'ingérer ; en conséquence, on les trouve principalement sur les fonds sableux et vaseux.
Cette famille se distingue au sein de son ordre par ses deux touffes de gonades, situées de part et d'autre du mésentère dorsal. Les spicules calcaires sont en forme de tourelles, baguettes branchues, pseudo-boutons, avec (mais quelquefois sans) de nombreux corps en forme de C ou de S. Ces holothuries n'ont jamais de tubes de Cuvier non plus (réservées aux Holothuriidae). 
La plupart des genres sont tropicaux, mais certains sont adaptés à des eaux tempérées comme Apostichopus, Australostichopus, Isostichopus et Parastichopus.

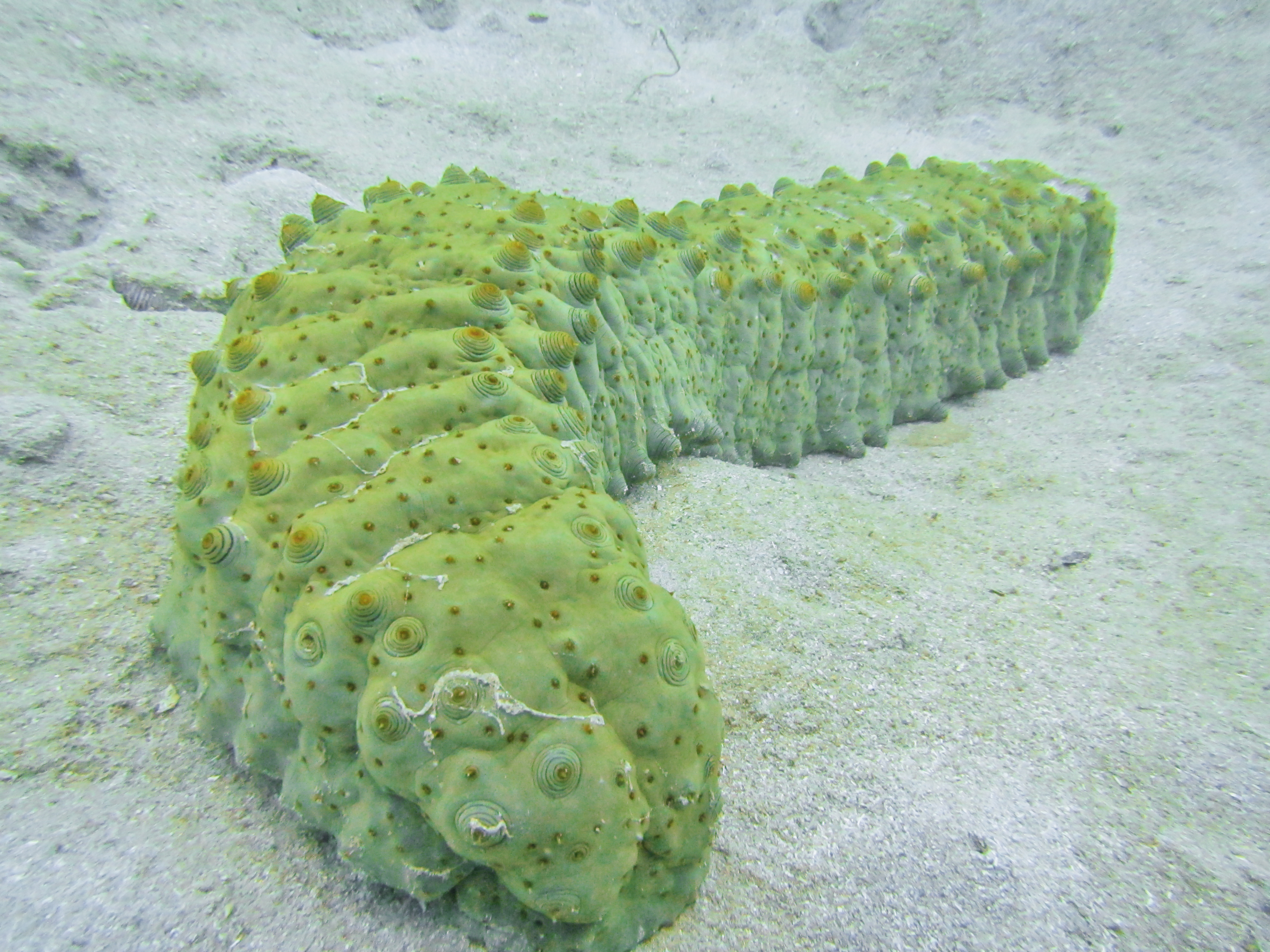
Stichopus herrmanni, une stichopodidée typique : holothurie massive, de section angulaire, avec de grosses papilles en tubercules.

## Taxinomie
Une vaste étude génétique de 2010 a confirmé la taxinomie établie précédemment sur des bases morphologiques, à l'exception de l'espèce Stichopus ellipes.
Liste des genres selon World Register of Marine Species (25 novembre 2017) :
- genre Apostichopus Liao, 1980 (8 espèces, Pacifique et Amérique)
- genre Astichopus Clark, 1922 (1 espèce, Caraïbes)
- genre Australostichopus Levin in Moraes, Norhcote, Kalinin, Avilov, Silchenko & Dmitrenok, 2004 (1 espèce, Nouvelle-Zélande)
- genre Eostichopus Cutress & Miller, 1982 (1 espèce, Caraïbes)
- genre Isostichopus Deichmann, 1958 (3 espèce, Amérique)
- genre Neostichopus Deichmann, 1948 (1 espèce, Afrique australe)
- genre Parastichopus Clark, 1922 (2 espèces, Europe)
- genre Stichopus Brandt, 1835 (13 espèces, Indo-Pacifique)
- genre Thelenota Brandt, 1835 (3 espèces, Indo-Pacifique)

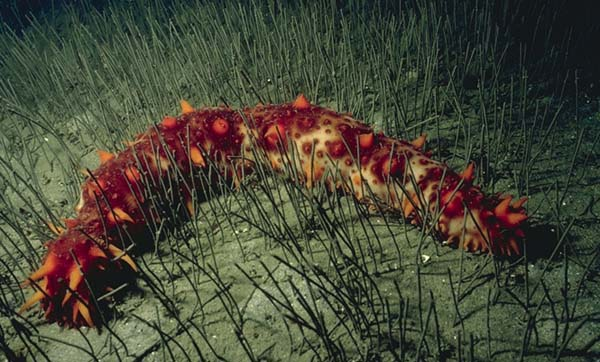
Apostichopus californicus
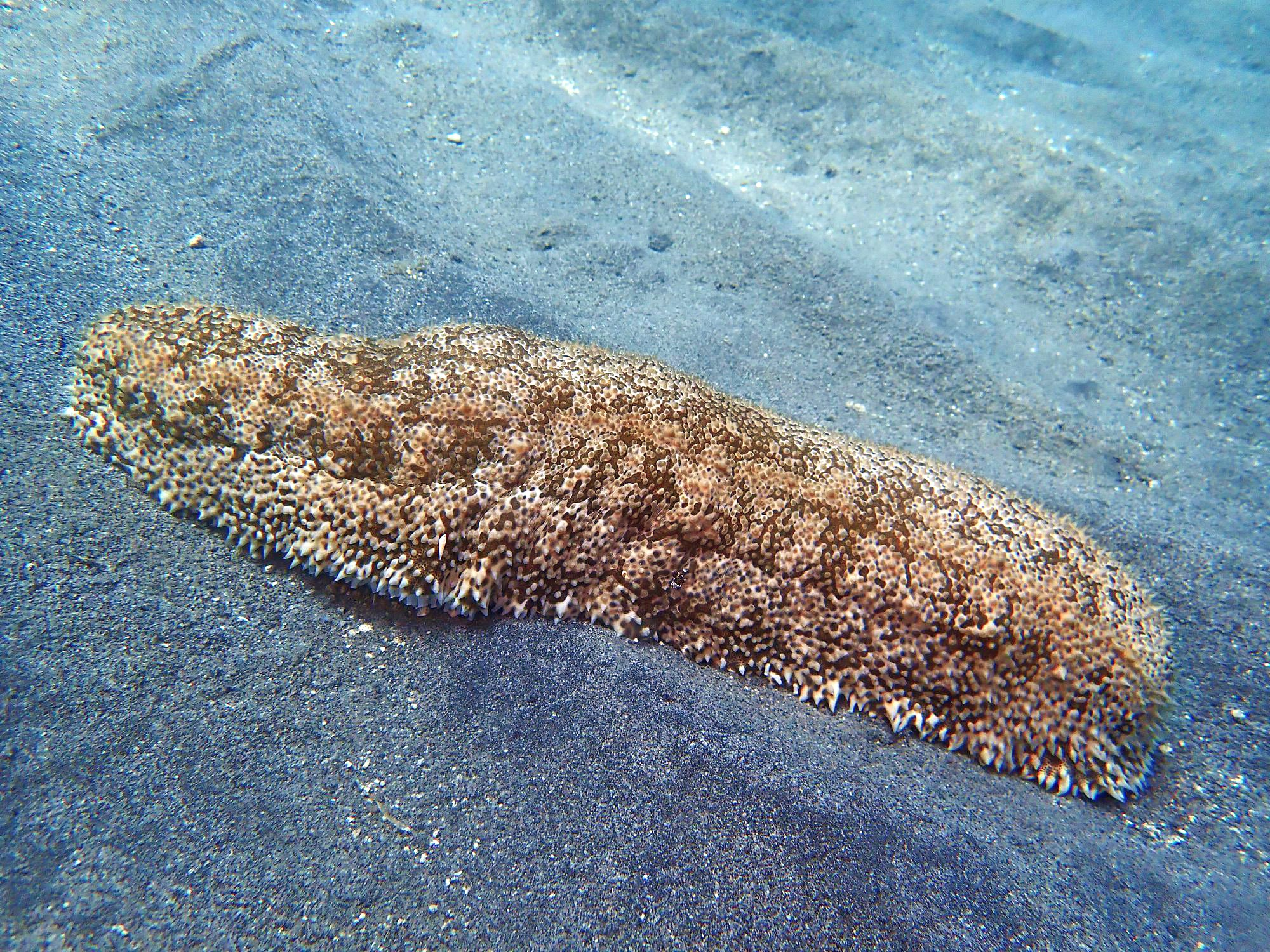
Astichopus multifidus
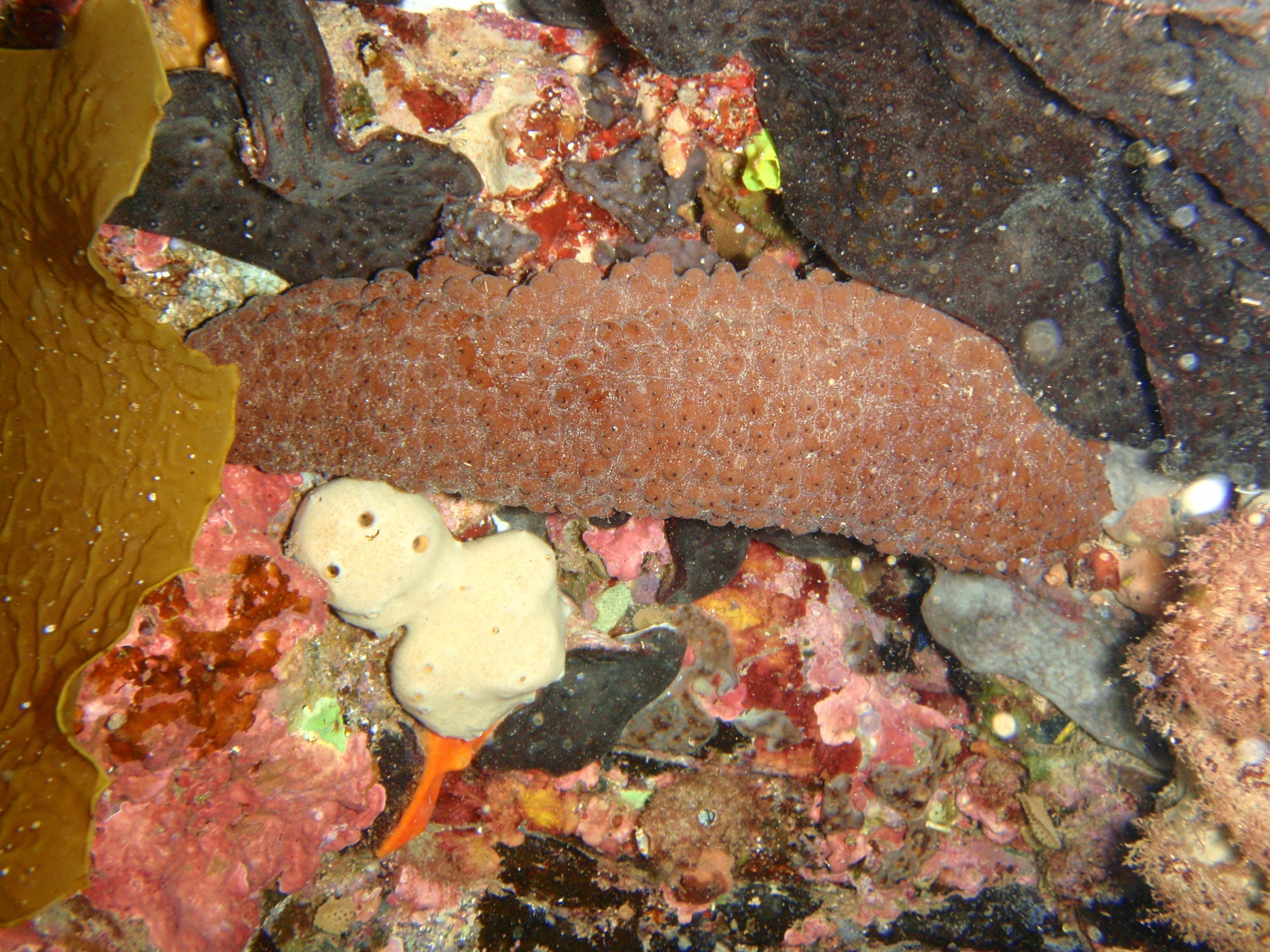
Australostichopus mollis
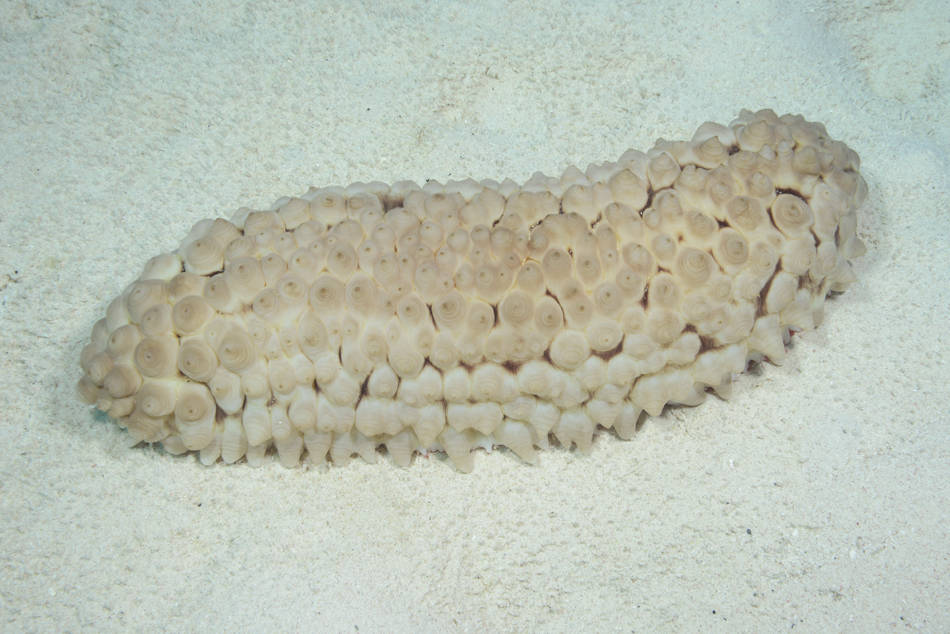
Eostichopus arnesoni
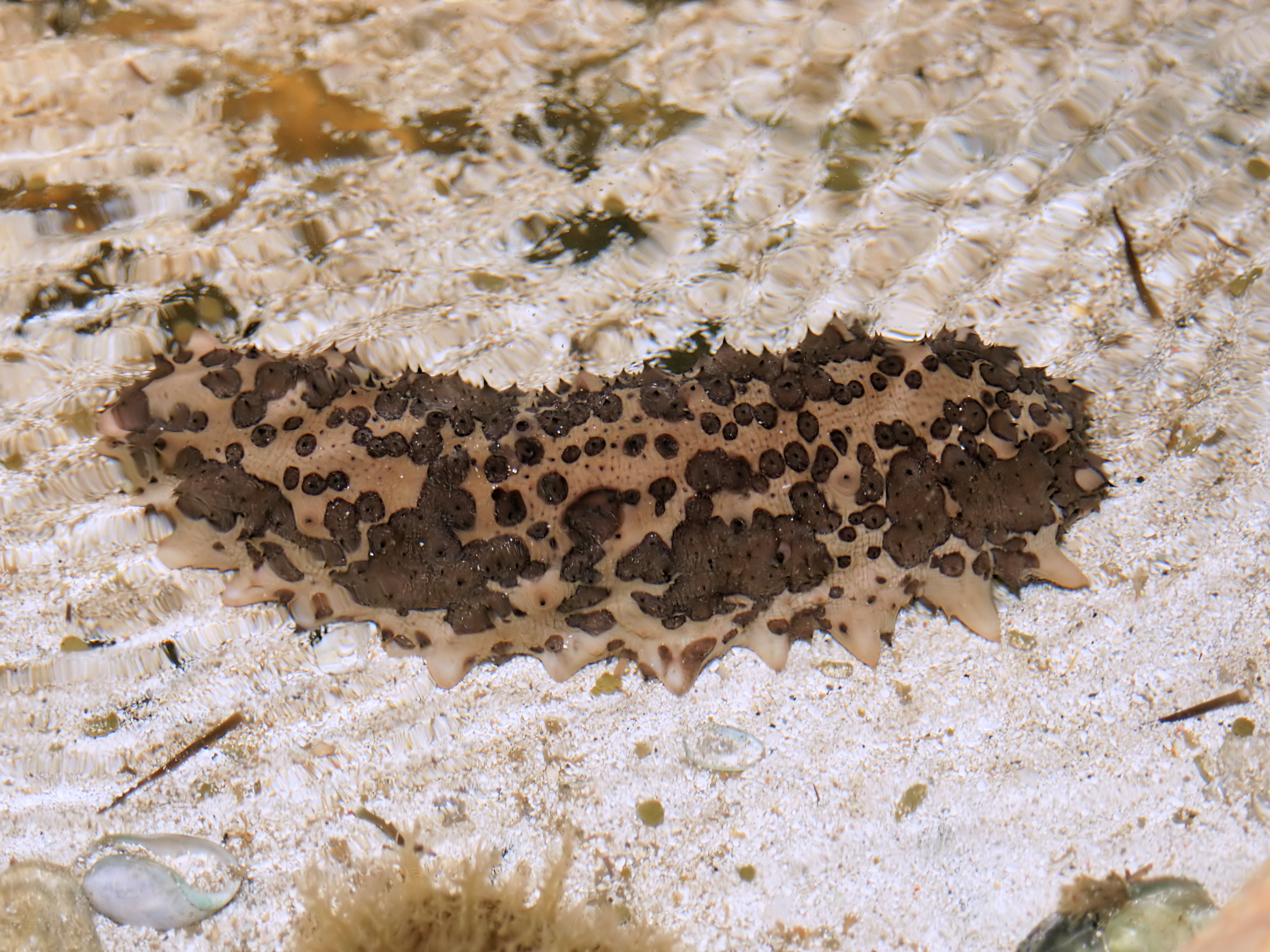
Isostichopus badionotus
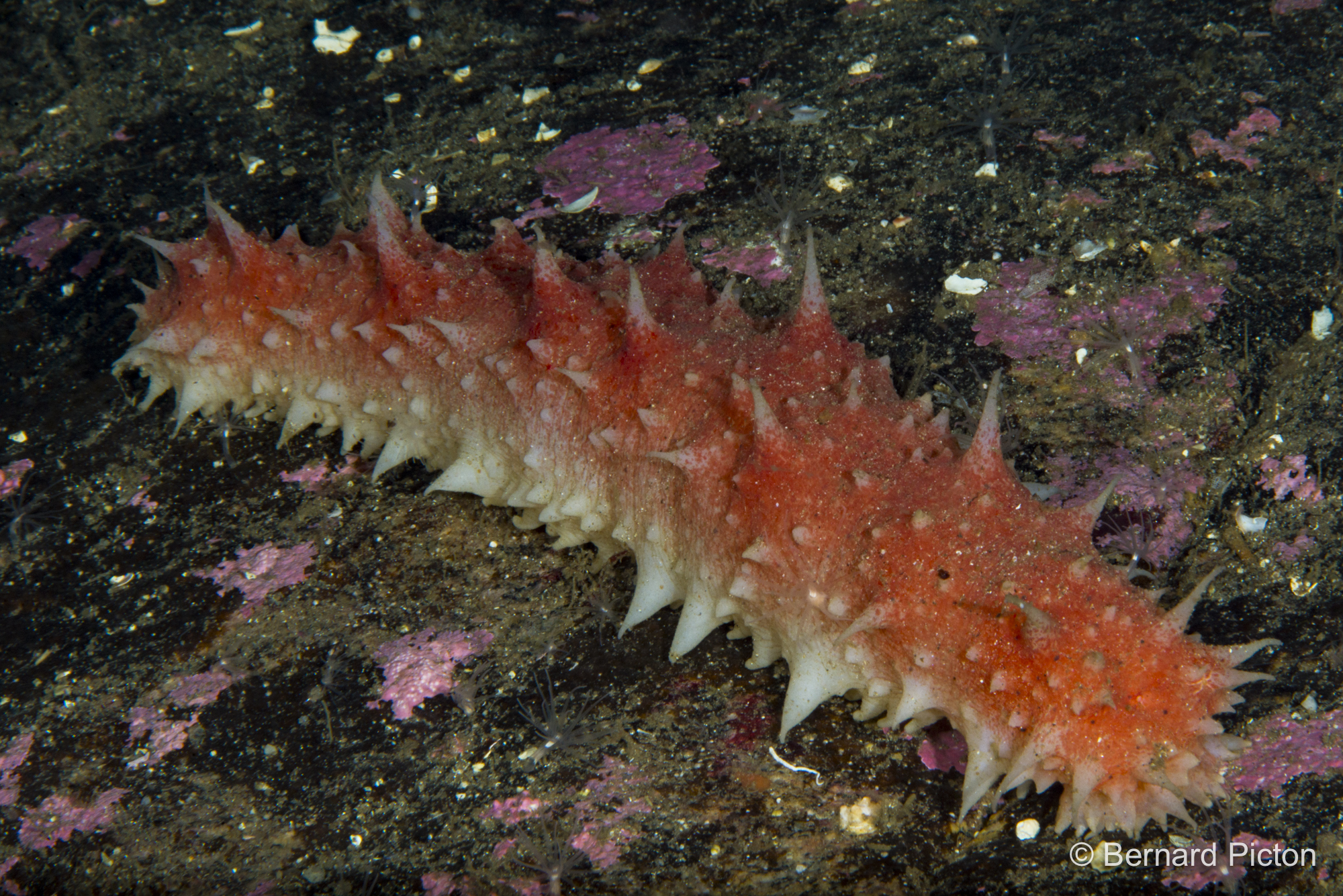
Parastichopus tremulus
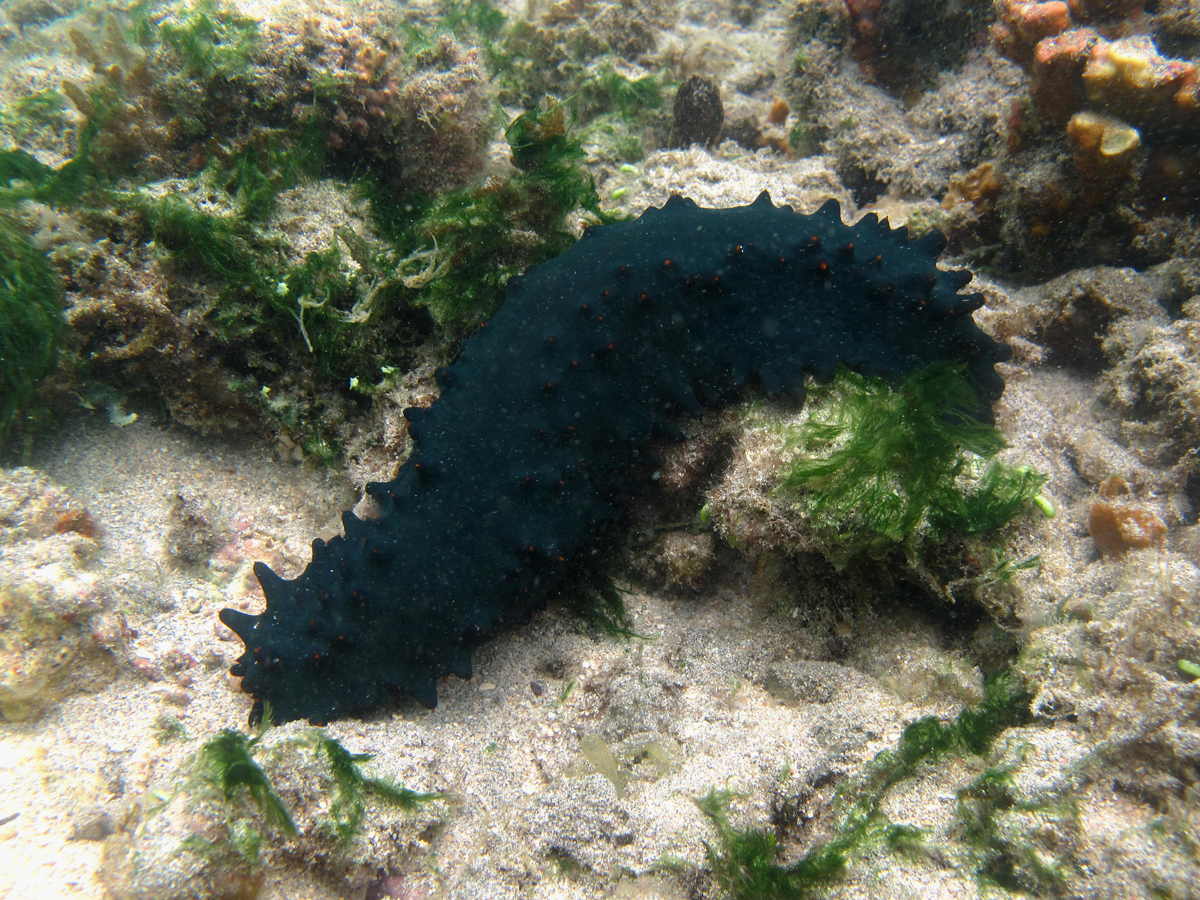
Stichopus chloronotus
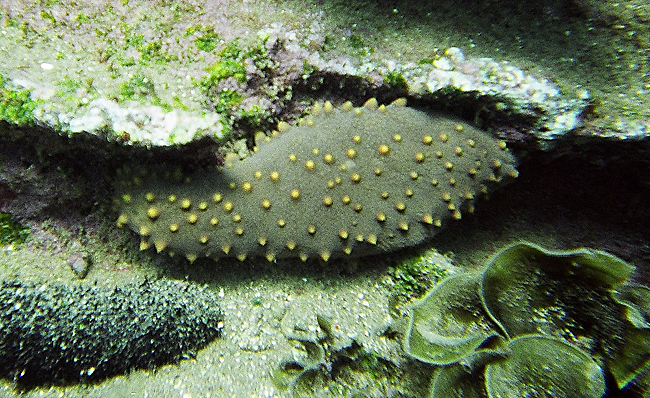
Isostichopus fuscus
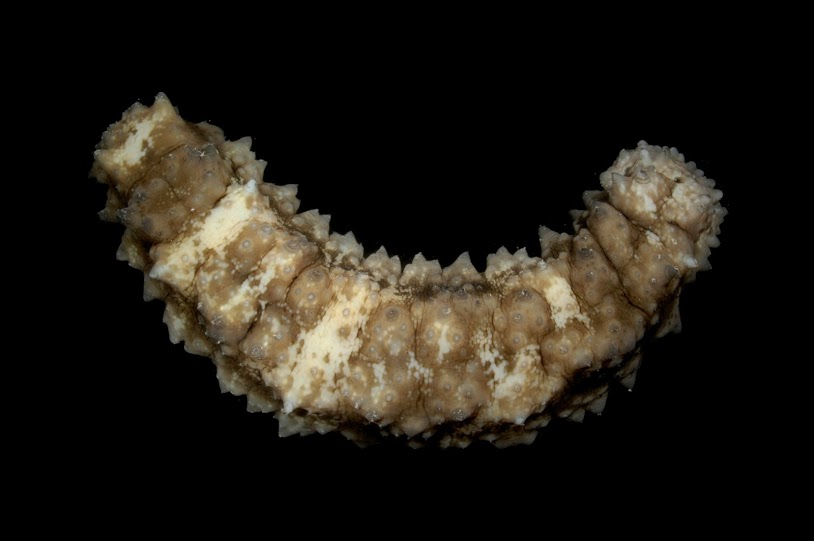
Stichopus horrens
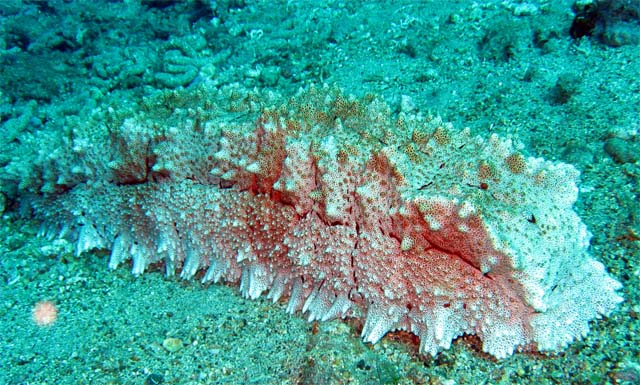
Thelenota anax

## Relations à l'Homme
Comme toutes les holothuries, toutes les espèces de cette famille sont absolument inoffensives, et cette famille n'est pas pourvue de tubes de Cuvier pour sa défense ; cependant elles contiennent des toxines qui les rendent immangeables pour leurs prédateurs, à moins de leur faire subir une préparation culinaire appropriée.
Plusieurs espèces de cette famille sont ainsi comestibles, et font l'objet d'un important commerce en Asie du Sud-Est ; les plus consommées sont Thelenota ananas, Apostichopus japonicus, Apostichopus californicus et Parastichopus regalis (cette dernière étant présente en Méditerranée et consommée dans la cuisine catalane). Australostichopus mollis fait l'objet d'un élevage, ce que peu d'espèces d'holothuries tolèrent.

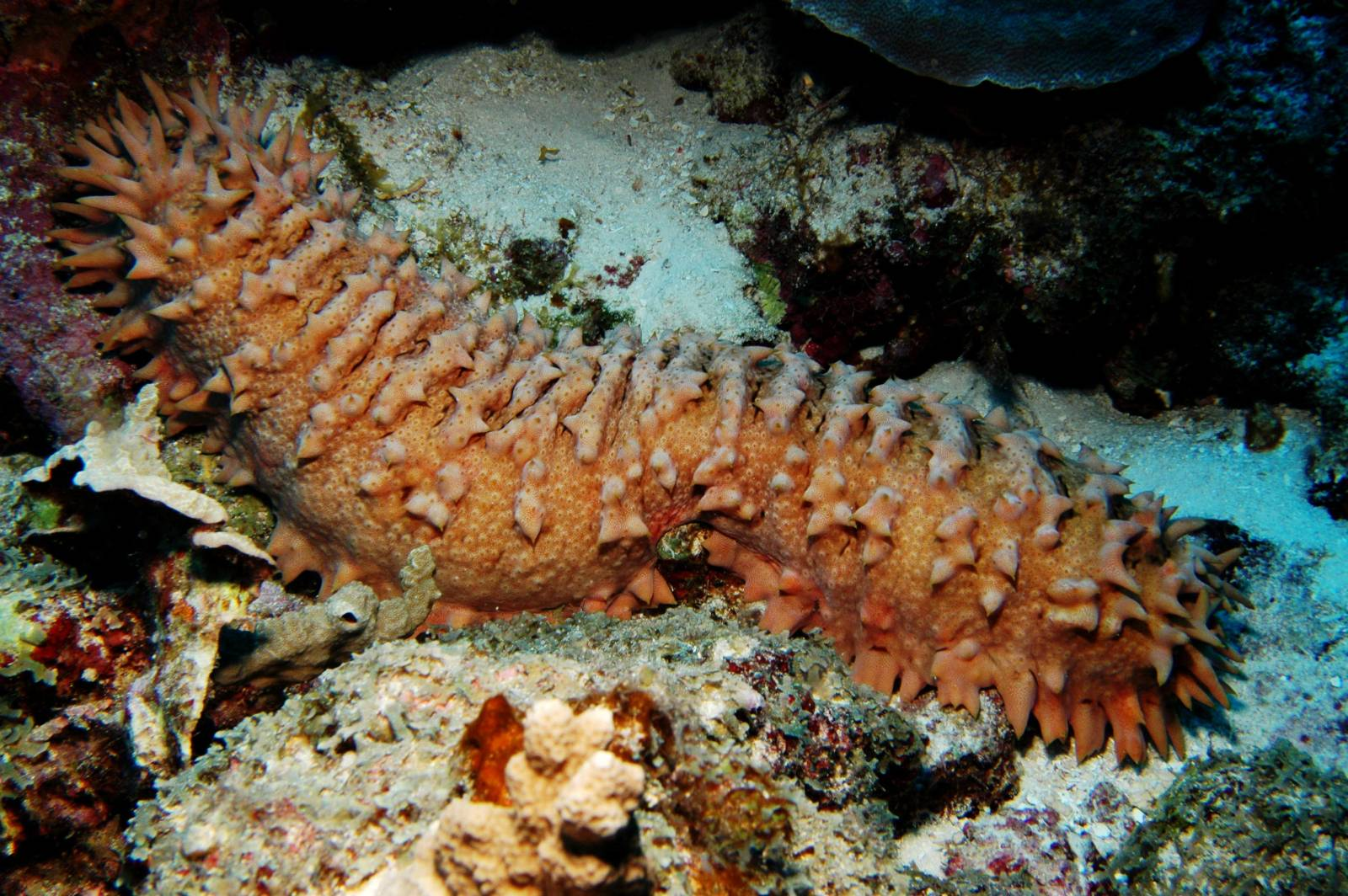
Thelenota ananas
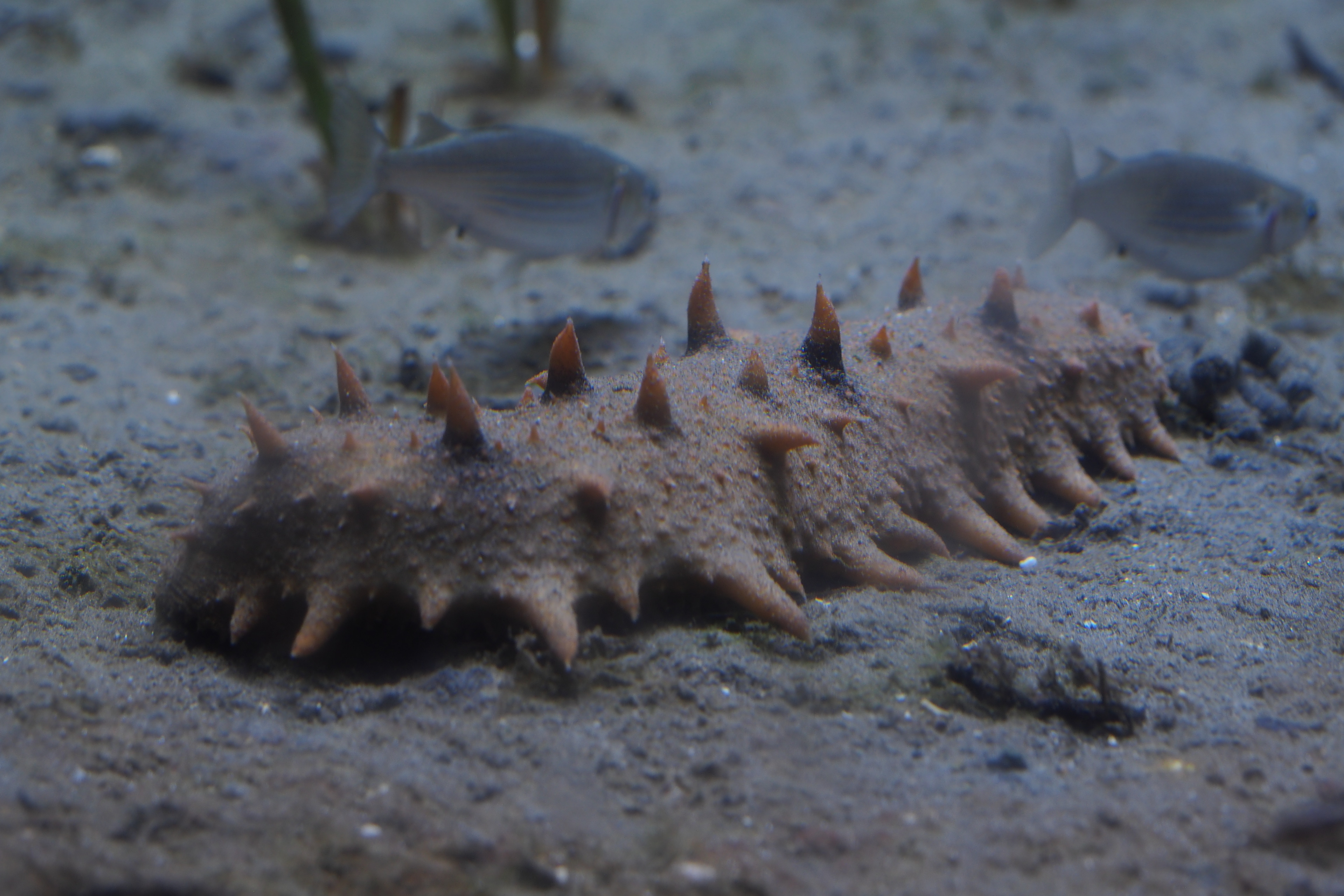
Apostichopus japonicus
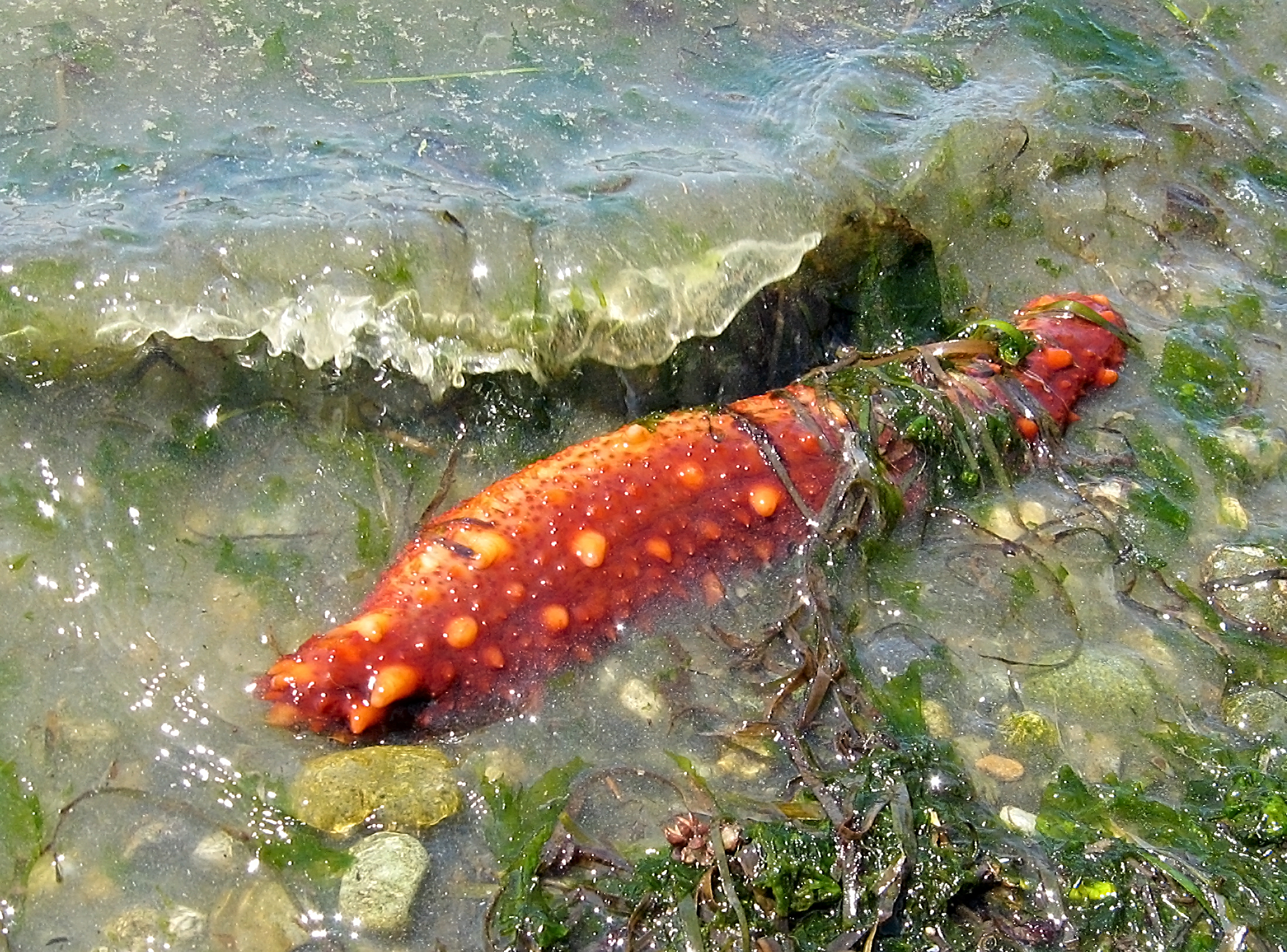
Apostichopus californicus
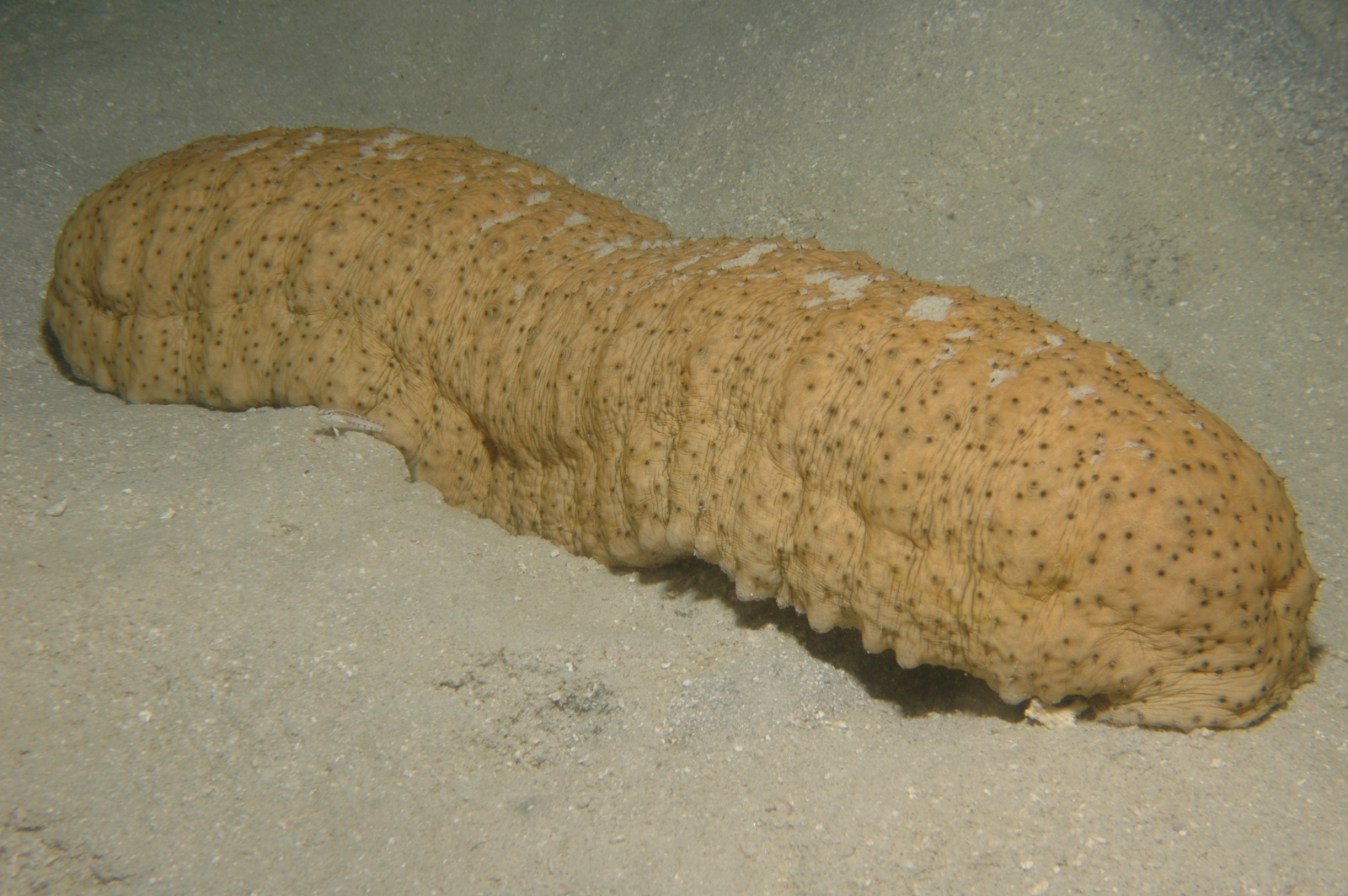
Stichopus herrmanni
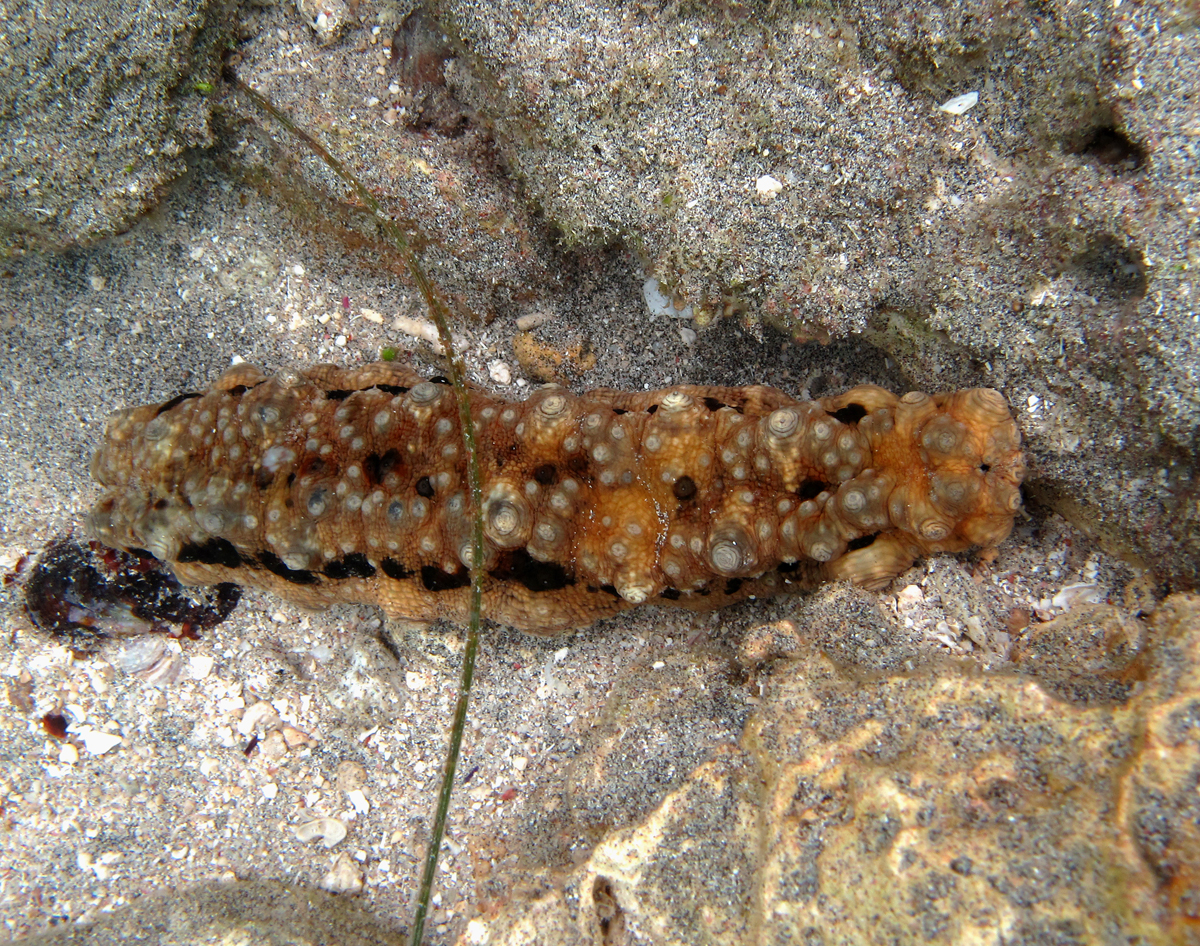
Stichopus monotuberculatus
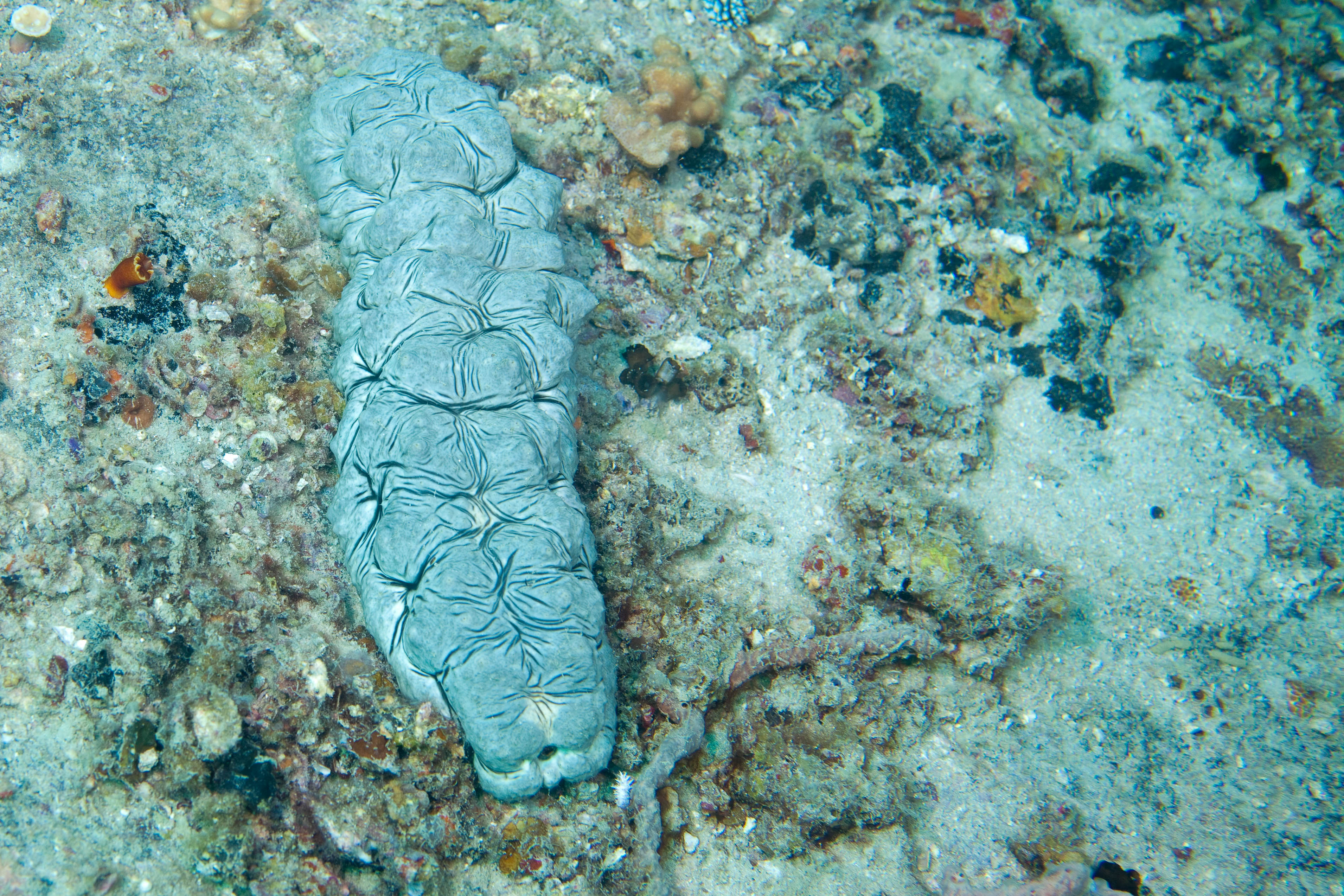
Stichopus vastus